# Ulrich Wagner (Ingenieur)
Ulrich Wagner (* 1955 in Passau) ist ein deutscher Wissenschaftler mit Schwerpunkt Energiewirtschaft. Er ist derzeit Ordinarius am Lehrstuhl für Energiewirtschaft und Anwendungstechnik der TU München.

## Biografie

### Ausbildung und berufliche Laufbahn
Da Ulrich Wagners Eltern im diplomatischen Dienst tätig waren, besuchte er Schulen in Bonn, Moskau, Antwerpen, Brüssel und Bogotá. Anschließend studierte er von 1976 bis 1981 in Bogotá und an der Technischen Universität (TU) München Elektrotechnik. Er promovierte an der TU München mit der Arbeit Energieausbeute von Traktionsbatterien.
Von 1987 bis 1995 war er Geschäftsführer der Forschungsstelle für Energiewirtschaft e.V. Seit 1995 ist Wagner Wissenschaftlicher Leiter dieser Organisation. Darüber hinaus war er von 1988 bis 1995 Lehrbeauftragter an der TU München in den Bereichen „Lastoptimierung und Energiespeicherung“ sowie „Elektrischer Straßenverkehr“. Seit 1995 ist er Ordinarius am Lehrstuhl für Energiewirtschaft und Anwendungstechnik der TU München. Von 2010 bis 2015 war er beurlaubt und als Vorstand für Energie und Verkehr im Deutschen Zentrum für Luft- und Raumfahrt tätig.

### Sonstige Tätigkeiten und Mitgliedschaften
- Seit 1996: Leiter der Koordinationsstelle der Wasserstoff-Initiative Bayern des Bayerischen Staatsministeriums für Wirtschaft, Infrastruktur, Verkehr und Technologie
- 1996–2003: Vorsitzender des VDI-Bezirksvereins Südbayern
- Seit 1998: Mitglied im Vorstand der VDI-Gesellschaft Energietechnik (GET)
- 2004–2010: Mitglied im Senat der Helmholtz-Gemeinschaft Deutscher Forschungszentren e.V.
- Seit 2004: Mitglied der Arbeitsgruppe Forum Technologie der Bayerischen Akademie der Wissenschaften
- Seit 2017: ordentliches Mitglied der Bayerischen Akademie der Wissenschaften[1]
- Seit 2017: Mitglied der Deutschen Akademie der Technikwissenschaften

### Privates
Ulrich Wagner ist verheiratet und hat drei Kinder.

## Auszeichnungen
- 1995: VDI-Ehrenring für besondere Leistungen
- 2012: Pro meritis scientiae et litterarum